# Partido de Ação do Poder Popular
O Partido de Ação do Poder Popular é um partido político das Ilhas Salomão criado em 10 de fevereiro de 2010 por Wale Feratelia, com o intuito apoiar a "maioria desprivilegiada".
O partido defende a criação de um banco de microfinanças para financiar o desenvolvimento das Ilhas Salomão.